# Fàbrica dels Panyos
La Fàbrica dels Panyos o Cal Miranda és un edifici industrial de Manresa situat a la vora Cardener i uns centenars de metres més avall del pont Nou, declarat bé cultural d'interès nacional. És la fàbrica més antiga de Catalunya i d'Espanya que s'ha conservat tal com era a l'origen i va significar l'inici de la Revolució Industrial a la ciutat/ .

## Història
El 1817, acabada la Guerra del Francès (1808-1814), la societat Pau Miralda i Cia va decidir construir una primera fàbrica a Sallent, a cal Torres Amat, en un antic molí vora el Llobregat, per a fabricar teixits de llana. Però el desig de la companyia el de construir una fàbrica nova a Manresa. Les obres començaren el 1818, el 1820 es construí el primer canal de 2 m d'ample i el 1822 hi va començar la fabricació de draps de llana. L'empresa es va lucrar del tràfic d'esclaus a través de la corresponsalia que va mantenir a Veracruz (Mèxic) i que entre 1814 i 1825 va regentar Llogari Serra i Vilarmau (1773-1846), cosí dels germans Llogari i Josep Serra i Farreras. Carles Torrents i Miralda va ser enviat a Barcelona a com a representant de la companyia, on va invertir en diversos sectors, entre ells el comerç de colonials i esclaus. Un negoci que va seguir el seu gendre Josep Vidal i Ribas, que va invertir en factories a Guinea i els vaixells de les quals van ser capturats per la marina anglesa.
A partir dels anys 1840, la fàbrica fou arrendada a diverses societats, i el 1866 la comprà un industrial manresà, Manuel Portabella i Cantarell, que la transformà en una indústria de cotó. El 1874 adquirí uns terrenys a Sant Andreu de Palomar, on va fer construir una filatura de lli. El 16 de juliol de 1884 es fusionaren Manuel Portabella i fills i Camil Fabra i Cia, controlada per Camil Fabra i Fontanills i que tenia el Vapor del Fil de Sant Andreu i una fàbrica de xarxes de pesca que aquest tenia a La Sagrera. La societat anònima Successora de Fabra i Portabella es va constituir amb un capital de 3 milions de pessetes i Camil Fabra com a president, Manuel Portabella com a vicepresident, Josep Portabella i Cots com a director gerent, i Ferran Fabra i Puig com vice-gerent. El 1898 passà a ser Portabella i Cia.
A principis del segle xx s'hi van construir noves naus, que van culminar amb la instal·lació d'una caldera de vapor i noves màquines de filatura. La fàbrica va quedar molt afectada per l'aiguat del 12 d'octubre de 1907. Als anys 1920, va tancar i durant la Guerra Civil fou utilitzada com a caserna. Pocs anys després, fou adqurida per l'empresa de Terrassa Hilados de Estambre Alto Llobregat S.A. i convertida en filatura de llana. En aquells moments, hi havia uns 150 treballadors.

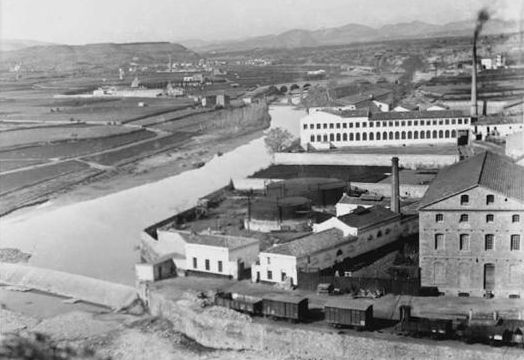
La fàbrica dels Panyos al. Al fons el pont Nou

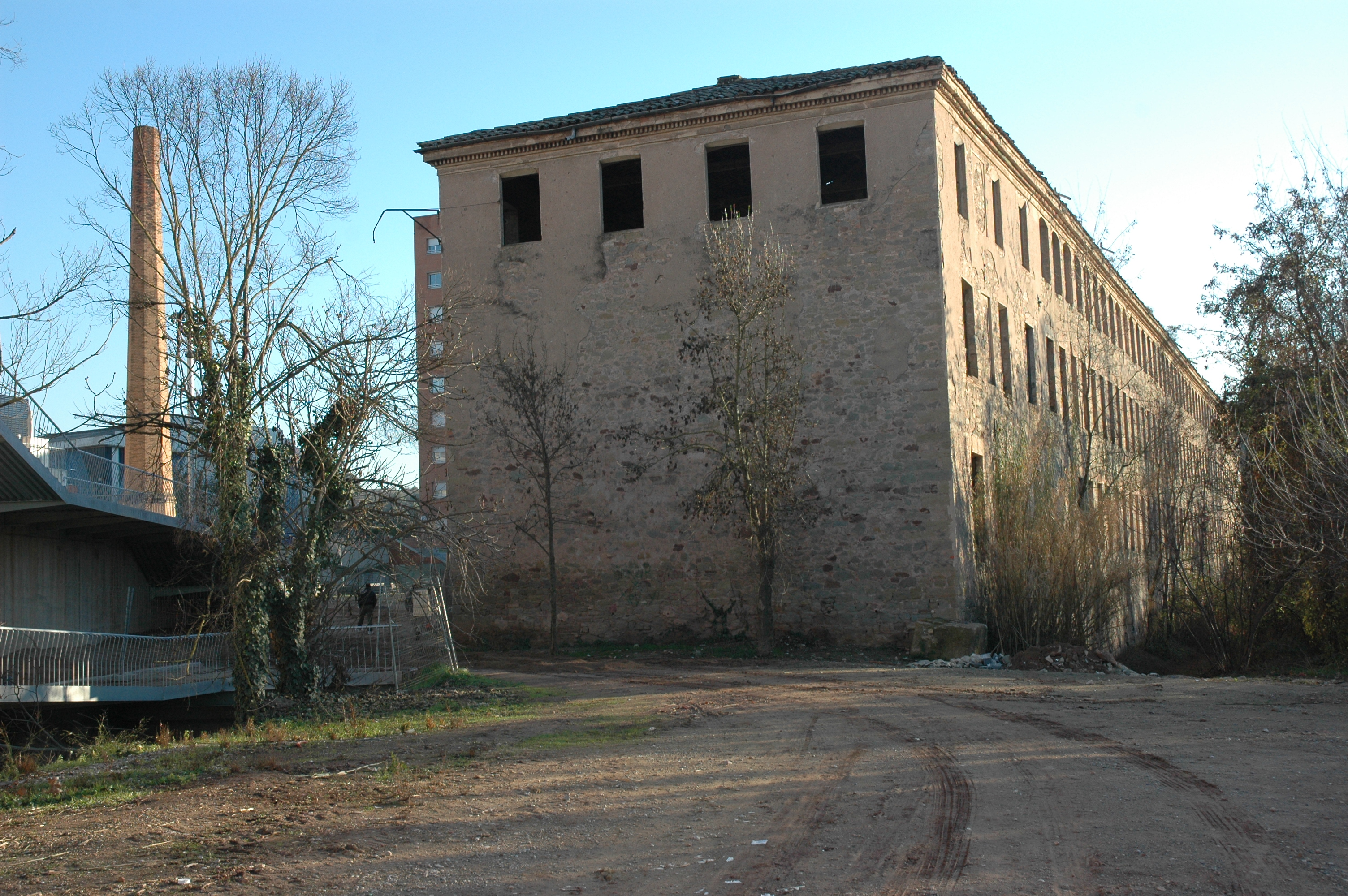
L'estructura des del parc del pont Nou

La fàbrica tancà el 1976, tot acollint-se al pla de reconversió tèxtil-llaner. El 1999 es van enderrocar les naus, deixant només la «quadra» vella. Entre els anys 2005 i 2010, l'Ajuntament de Manresa va restaurar la teulada i va consolidar l'estructura, ensorrada en part, amb un cinyell perimetral de formigó.

## Arquitectura
Consta de planta baixa i tres pisos i les naus estan dividides per columnes d'obra cuita. La planta baixa (pel cantó del riu i soterrani del carrer de Francesc Moragues) està reforçada per un sistema de dobles arcs, que es recolzen sobre amples columnes. Exteriorment, la fàbrica presenta una successió de finestres rectangulars (originàriament 386), disposades simètricament, que donen una gran lluminositat a l'interior. La nau té una orientació nord- sud, paral·lela al riu, amb teulada a quatre vessants. Té una longitud de 108,30 m i una amplada de 12,80 m en dos crugies cobertes amb bigues de 5 m. Les parets, de maçoneria de pedra, són de gran gruixària i oscil·len entre 120 cm a 52 cm. Es va construir amb pedra, ceràmica  fusta.
L'energia hidràulica fou la força motriu emprada des d'un primer moment, i es va construir una presa i un canal que duia l'aigua del Cardener fins a la turbina. Mésnada tard s'hi instal·là una màquina de vapor per a augmentar la capacitat energètica. Les calderes, caixa de focs i xemeneia, es van construir a costat de l'edifici auxiliar extern, per raons de seguretat davant del risc d'incendis o explosions fortuïtes de calderes.